# Théorie du calorique
La théorie du calorique est une théorie de la chaleur proposée dans la seconde moitié du XVIIIe siècle par le chimiste écossais Joseph Black, en réponse à l'hypothèse du « phlogistique ». D'après cette doctrine, la chaleur est un fluide, le calorique, s'écoulant des corps chauds vers les corps froids. Le calorique était aussi perçu comme un gaz sans masse capable de pénétrer les solides et les liquides. 
Pour Lavoisier, qui l'adopta, la chaleur est de la matière et même un élément fluide, impondérable et indestructible qu'il appelle fluide igné. 
Cette théorie, qui eut cours jusqu’à Sadi Carnot, constitue une étape importante dans l'étude quantitative des phénomènes de transfert, et annonce la thermodynamique.

## Contexte: Black, Lavoisier et la théorie du phlogistique

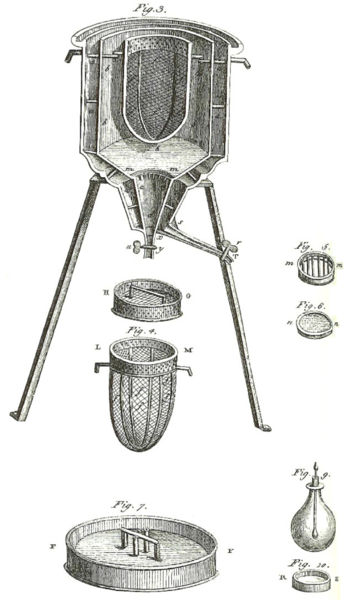
Le premier calorimètre à glace, utilisé par Antoine Lavoisier et Pierre-Simon Laplace au cours de l'hiver 1782-83, pour déterminer la « chaleur latente » (notion proposée par Joseph Black) de diverses réactions chimiques : ces expériences marquent l'avènement de la thermochimie.

Historiquement, la définition de la notion de chaleur s'est trouvée étroitement mêlée à l'interprétation des phénomènes de combustion. Depuis les recherches de J. J. Becher et de Stahl sur la combustion au XVIIe siècle, qui avaient abouti à la théorie du phlogistique, les phénomènes de chaleur étaient imputés à l'existence d'un « élément-flamme » présent au sein des corps combustibles, le phlogiston (du grec φλόξ, flamme).
Dans les années 1780, plusieurs savants estimaient même, à l'instar de Le Sage, que le refroidissement était imputable à l'action d'un fluide antagoniste au phlogistique, le « frigorique » ; toutefois le Suisse Pierre Prévost avait signalé la superfluité de cette hypothèse, le phénomène s'interprétant simplement par un défaut de calorique.
En réaction, Antoine Lavoisier avait émis sa propre théorie du calorique dès les années 1770 : selon lui, la combustion s'expliquait par l'intervention d'un gaz récemment découvert, l’oxygène. Dans son article Réflexions sur le phlogistique (1783), Lavoisier estime que la théorie du phlogistique est en contradiction avec ses propres observations expérimentales ; aussi propose-t-il de lui substituer l'hypothèse d'un « fluide subtil » (invisible et impondérable) : le calorique. 

« Nous savons, en général, que tous les corps de la nature sont plongés dans le calorique, qu’ils en sont environnés, pénétrés de toutes parts, et qu’il remplit tous les intervalles que laissent entre elles leurs molécules : que, dans certains cas le calorique se fixe dans les corps, de manière même à constituer leurs parties solides; mais que le plus souvent il en écarte les molécules, il exerce sur elles une force répulsive, et que c’est de son action ou de son accumulation plus ou moins grande que dépend le passage des corps de l’état solide à l’état liquide, de l’état liquide à l’état aériforme. »

— Antoine Laurent de Lavoisier, Traité élémentaire de chimie
Si Lavoisier a repris la théorie du calorique, il l'a surtout utilisée comme une hypothèse qui explique le phénomène de la chaleur sans s'attarder sur la nature réelle de la cause qui la produit. « Nous ne sommes pas même obligés de supposer que le calorique est une matière réelle ; il suffit, [...], que ce soit une cause répulsive quelconque qui écarte les molécules de la matière, et on peut ainsi en envisager les effets d'une manière abstraite et mathématique. »
Selon cette théorie, le calorique s'écoule des corps chauds vers les corps froids. On peut apprécier la quantité de calorique échangée au cours d'une réaction chimique à l'aide d'un calorimètre.
Simultanément, l’Écossais Joseph Black, par ses observations sur l'invariance des propriétés thermiques des matériaux, et notamment sur la fixité des températures de changement d'état, avait soulevé de nouvelles difficultés pour l'hypothèse du phlogistique.
En faisant du calorique une substance matérielle invariable, la théorie du calorique revenait à poser l'hypothèse fondamentale de la conservation de la chaleur.
En marge de la théorie du calorique, une autre théorie des transferts de chaleur se développait en cette fin de XVIIIe siècle : la théorie cinétique. On considérait alors les deux théories comme équivalentes, quoique la seconde, intégrant quelques résultats de l'hypothèse atomique d'Avogadro, fût pour cela « plus moderne » : elle expliquait à la fois la combustion et les observations calorimétriques.

## Premiers succès
Fort de ces seules hypothèses, on peut rendre compte de bon nombre de phénomènes thermiques, comme le refroidissement d'une tasse de café par la température ambiante de la pièce : puisque le calorique tend à s'expandre, il se diffuse lentement depuis les corps où sa concentration est relativement élevée (dans le café chaud) vers celles de densité plus faible (l’air ambiant).
Cette théorie explique également l'expansion de l’air par contact avec une source chaude : le calorique est fixé par l'air, qui pour cette raison augmente de volume. Moyennant quelques hypothèses supplémentaires sur le processus d’absorption du calorique aux molécules, on peut rendre compte du rayonnement de la chaleur, des changements d'état de la matière à certaines températures, et en déduire pratiquement toutes les lois des gaz.
Sadi Carnot s'est d'ailleurs appuyé sur ce seul principe pour expliquer la notion de cycle thermique, qui constitue encore aujourd'hui la base théorique des machines thermiques.
Mais c'est encore à Laplace que l'on doit la « confirmation » essentielle de la théorie du calorique, avec le correctif apporté au calcul de la vitesse du son d'Isaac Newton. Newton n'avait étudié que la propagation isotherme (c'est-à-dire s'effectuant à température constante), tandis que Laplace, en partisan de la théorie du calorique, y vit un processus « adiabatique », c'est-à-dire sans échange substantiel de chaleur. Non seulement l'hypothèse de Laplace donnait une valeur plus conforme à l'expérience, mais elle se trouva confirmée par les mesures, de plus en plus précises, effectuées au long du siècle suivant.

## Les prolongements
En 1798, le comte Rumford publia An Experimental Enquiry Concerning the Source of the Heat which is Excited by Friction : il s'agissait d'un mémoire décrivant plusieurs observations qu'il avait effectuées dans sa fonderie de canons. Il relevait notamment que lors des opérations successives de forage du canon, le métal conservait sa propension à s'échauffer au contact de l'outil, et que pour cette raison, on ne peut parler de perte de calorique ; il en déduisait, malgré les critiques sur la précision de ses mesures de température, que la conservation du calorique était démentie par les faits.
À l’époque, ses résultats ne furent nullement considérés comme une atteinte à la théorie du calorique, car on estimait qu'elle était équivalente à la théorie cinétique. En fait, pour les contemporains de Rumford, ces données empiriques venaient affiner la connaissance du comportement du « calorique ».

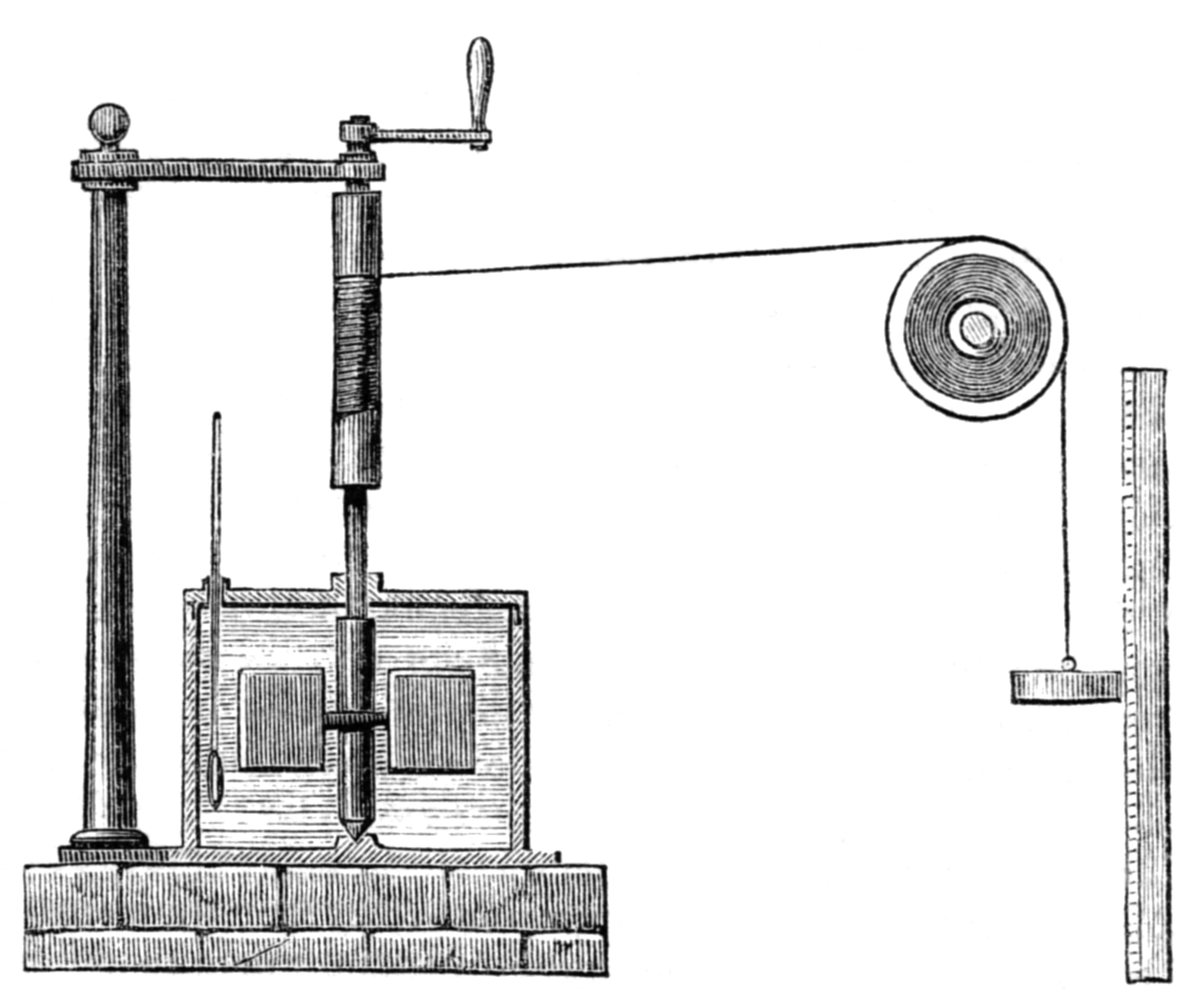
La machine de Joule pour mesurer l'équivalent mécanique de la chaleur.

Les observations de Rumford devaient inspirer les recherches de Joule et bien d’autres vers le milieu du XIXe siècle. En 1850, Rudolf Clausius publia un article montrant que les deux théories étaient bien compatibles, pour peu que l’on substitue au principe de la conservation de la chaleur, cher aux tenants du calorique, le principe de conservation d’une grandeur nouvelle : l’« énergie ». De cette façon, la théorie du calorique devint une étape de l’histoire de la physique, comme prélude à la « thermodynamique » : pour cette nouvelle science, la chaleur est, formellement, équivalente à l'énergie cinétique des particules (atomes, molécules) constituant les corps matériels.
Intégrée au principe de la conservation de l’énergie, la théorie du calorique, par ses aspects quantitatifs, constitue une étape cruciale dans l'évolution de la physique : elle se trouve à la base de l'équation de Laplace et de l'équation de Poisson, qui régissent la distribution spatiale des températures dans un solide conducteur. Le souvenir s'en perpétue dans le nom d'une unité physique : la calorie.